# Kizugawa (Kioto)
Kizugawa (木津川市 Kizugawa-shi?) es una ciudad localizada en la prefectura de Kioto, Japón. En junio de 2019 tenía una población de 76.593 habitantes y una densidad de población de 900 personas por km². Su área total es de 85,13 km².
Es la ciudad más meridional de la prefectura y lleva el nombre del río Kizu, un afluente del Río Yodo, que atraviesa la ciudad. La ciudad de Kizugawa es una parte del proyecto de la Ciudad Científica de Kansai y alberga instalaciones de investigación de varias corporaciones, incluyendo Rohto Pharmaceutical y Omron.
La ciudad de Kizugawa es uno de los pocos municipios en Japón con una población creciente. En una estimación de la población publicada por el Consejo de Política de Japón, la ciudad de Kizugawa es el único municipio de la Prefectura de Kioto prevé tener una tasa de crecimiento poblacional positiva para 2040.

## Historia
La ciudad moderna fue establecida el 12 de marzo de 2007, de la fusión de las ciudades de Kamo, Kizu y Yamashiro (todo del distrito de Sōraku).
En el período de Nara, el Emperador Shōmu trasladó la capital de Heijō-kyō a Kuni-kyō, que estuvo localizado en la tierra de la ciudad de Kizugawa. Kuni-kyō sirvió como la capital durante 5 años desde 740 a 744. Sus ruinas pueden ser encontradas en el área de Kamo. Ahora, la ciudad de Kizugawa es una parte del proyecto nacional de la ciudad de la ciencia de Kansai.

## Geografía

### Localidades circundantes
- Prefectura de Kioto
  - Kyōtanabe
  - Seika
  - Wazuka
  - Kasagi
  - Ide
- Prefectura de Nara
  - Nara

## Demografía
Según datos del censo japonés, la población de Kizugawa ha aumentado en los últimos años.
| Año del censo | Población |
| ------------- | --------- |
| 1995          | 52.436    |
| 2000          | 58.809    |
| 2005          | 63.649    |
| 2010          | 69.761    |
| 2015          | 72.840    |

## Negocios

### Ciudad Científica de Kansai y Empresarial
Al ser una parte del proyecto de Ciudad Científica de Kansai , la Ciudad de Kizugawa alberga más de 20 empresas e instalaciones de investigación incluyendo:
- Rohto Farmacéutico (ロート製薬)
- Omron (オムロン)
- Sekisui Casa (積水ハウス)
- Fukujyuen (福寿園)
- Ingeniería de Ataka Daiki (アタカ大機)
- Tatsuta Electric Wire Cable Co. (タツタ電線)
- M-sistema (エム・システム)
- Herramientas Manyo (マンヨーツール)
- Mizuho Co. (株式会社ミズホ)
- Solno Leaves Co. (ソルノリーブス)
- Kyoto Press Industrial Co. (京都プレス工業)

También, la universidad de Doshisha Campus de Gakkentoshi, que se centra en estudios graduados en biomedicina, y la escuela internacional de Doshisha, Kyoto (DISCO) también se localizan en la ciudad de Kizugawa.
Otras organizaciones de investigación públicas y privadas en la ciudad de Kizugawa incluyen: 
- Instituto Internacional de Estudios Avanzados (国際高等研究所)
- Instituto de investigación de la tecnología innovadora para la tierra (地球環境産業技術研究機構)
- Agencia de la energía atómica de Japón - Centro de investigación de la fotoquímica de Kansai (日本原子力研究開発機構 関西光化学研究所)

## Transporte
La ciudad de Kizugawa sirve como una ciudad de paso para las ciudades de Osaka, Kioto, y Nara. Osaka y Kioto se encuentran a una hora en automóvil o en tren, y la ciudad de Nara está a 15 minutos. La ciudad de Kizugawa tiene actualmente ferrocarriles de la línea JR y Kintetsu que funcionan a través de la ciudad.

### Tren
La ciudad de Kizugawa es una parada clave en el sistema ferroviario en Kansai. La Línea de JR Nara, la línea Gakkentoshi, y la línea principal de Kansai convergen en la Estación Kizu. También en la parte del oeste de la ciudad se encuentra la Línea Kintetsu Kyoto.

### Autobús
El autobús de la ciudad de Kizugawa (木津川市コミュニティバス) y el autobús de Nara Kotsu (奈良交通バス) funcionan en la ciudad de Kizugawa.
Todos los autobuses de la comunidad de la ciudad de Kizugawa, excluyendo Tono Line (当 尾 線), tienen un precio fijo. Los boletos de un día de la comunidad en la ciudad de Kizugawa están disponibles en el ayuntamiento, sucursales, y en autobuses de la ciudad de Kizugawa. Estos son útiles para los residentes y visitantes, para trasladarse a varios lugares de la ciudad.

## Turismo
En la ciudad de Kizugawa hay varios templos famosos:
- Jōruri-ji (浄瑠璃寺): Sala principal, imagen principal de Buda, y pagoda son listada como Tesoros Nacionales.
- Kaijyusen-ji (海住山寺): Pagoda listada como Tesoro Nacional.
- Gansen-ji (岩船寺): Pagoda listada como una Propiedad Cultural Importante.
- Kaniman-ji (蟹満寺): Principal Buda listada como Tesoro Nacional.

Otras atracciones son:
- Las Ruinas Kuni-kyō.
- El Museo de Ciencia de Fotones de los Niños (きっづ光科学館ふぉとん)
- El Museo de Historia Local de Yamashiro (ふるさとミュージアム山城)
- El Sendero de Buda de Piedra de Tono (当尾石仏の里)

## Educación

### Universidad
- Universidad de Doshisha, Campus de Gakkentoshi.

### Instituto
- Instituto Nanyō

### Escuela secundaria
- Escuela Secundaria Kizu
- Escuela Secundaria Kizu Daini
- Escuela Secundaria Kizu Minami
- Escuela Secundaria Izumigawa
- Escuela Secundaria Yamashiro

### Escuela primaria
- Escuela Primaria Kizu
- Escuela Primaria Saganaka
- Escuela Primaria Takanohara
- Escuela Primaria Kizugawadai
- Escuela Primaria Saganakadai
- Escuela Primaria Umemidai
- Escuela Primaria Kunimidai
- Escuela Primaria Shiroyamadai
- Escuela Primaria Kamo
- Escuela Primaria Minami Kamodai
- Escuela Primaria Kamikoma
- Escuela Primaria Tanakura
- Escuela Primaria Doshisha Academia internacional

## Ciudad hermana
- - Kyōtango, Kyoto (Desde el 11 de enero de 2008)

## Personas notables
- Yui Yokoyama, miembro de AKB48.
- Hiroyasu Tanaka, jugador de béisbol de la Liga Central.